# Horror - Caccia ai terrestri
Horror - Caccia ai terrestri o semplicemente Caccia ai terrestri (Without Warning) è un film del 1980 diretto da Greydon Clark. Il film è conosciuto anche con i titoli Alien Warning e It Came Without Warning.
È un film di fantascienza a sfondo horror statunitense con Jack Palance e Martin Landau.

## Trama
Un padre e un figlio vanno a caccia in montagna: durante un litigio causato  da un'incomprensione, si separano e all'improvviso vengono uccisi da creature simili a meduse  che volano e che penetrano la pelle con i loro tentacoli a punta. Poco dopo un piccolo gruppo di boy scouts guidati da un signore raggiungono la medesima zona e la guida, allontanandosi dagli scout, trova il camper abbandonato del padre e il figlio (dell'inizio del film) chiedendo se ci fosse qualcuno, ma nessuno risponde: anche lui si avvicina e le stesse creature lo assalgono, Poi un'ombra si avvicina agli scout che si spaventano e scappano via.
Qualche tempo dopo, quattro adolescenti di nome Tom, Greg, Beth e Sandy vorrebbero fare un'escursione nella stessa area dove c'è un laghetto, facendo prima una sosta presso il proprietario della stazione di servizio locale di nome  Joe Taylor, che li prega di non andare in quella zona in quanto periodo di cacciatori: gli adolescenti fanno finta di seguire il suo consiglio e si accampano lo stesso nei pressi del lago. Dopo essersi tuffati nel lago, Tom e Beth si separano da  Greg e Sandy che si baciano, Le ore passano e di Tom e Beth non vi è più traccia anche se nel mentre Sandy e Greg amoreggiano. Successivamente  Sandy e Greg preoccupati, si mettono alla loro ricerca e scoprono i loro cadaveri  in un deposito di acqua  insieme ad altri corpi in putrefazione tra i quali il padre e il figlio  apparsi all'inizio del film e la  del gruppo di scout e  spaventati da tale vista scappano in cerca di aiuto.
Tornando al furgone giallo con cui erano venuti al lago, Sandy e Greg entrano un bar del luogo, dove trovano il sergente Fred Dobbs, che crede nell'esistenza di un alieno che vuole uccidere gli esseri umani, successivamente ritrovano anche Joe Taylor. Spiegando loro l'esistenza di creature strane che hanno ucciso i loro amici e trasportati nella baracca a putrefare, Fred comincia a impazzire e la locandiera chiama lo sceriffo per ulteriori rinforzi, ma all'arrivo di quest'ultimo, Fred lo scambia per l'alieno e lo uccide. Joe invita Sandy e Greg a tornare presso la baracca, ma Sandy ha molta paura di ritornarci: ci vanno comunque e Joe, visti i corpi putrefatti, rimane allibito e terrorizzato, avendo però capito che quella è la base dell'alieno, che tornerà lì di sicuro: Joe viene colpito da una creatura alla gamba e dice ai ragazzi di chiedere aiuto. Correndo verso la strada, i due si imbattono di nuovo nel sergente Fred alla guida di una automobile della Polizia che pensa siano loro gli alieni, arrivati nei pressi di una piccola scarpata, Fred li fa scendere e chiede come avrà inizio l'invasione. Nel frattempo Joe torna alla stazione di servizio per prendere della dinamite e la va a piazzare nel luogo della baracca. Tornando a Fred, Greg dà corda alla sua pazzia disegnando la Terra sul suolo sabbioso e come avverrà l'invasione; vedendo un attimo di debolezza in Fred, Greg lo spintona e con Sandy scendono rapidamente per la scarpata nascondendosi tra i cespugli: Fred non li vede e torna nell'auto. Lì vicino Greg e Sandy risalgono presso un ponte e per l'ennesima volta si imbattono in Fred che li insegue, ma loro scappano gettandosi nel fiume sotto lo stesso ponte; Fred scende dall'auto e prova a colpirli sparando con una pistola.
Usciti dal fiume, Greg e Sandy trovano rifugio presso una casa abbandonata. Greg spacca il vetro della porta d'ingresso per poter entrare e cerca di tranquillizzare Sandy cambiando prima i vestiti bagnati e poi accomodandola sul letto. Al di fuori, intanto, qualcosa di sinistro si avvicina alla casa e inquietanti rumori ed eventi come per esempio delle luci accese all'improvviso e l'apertura di un rubinetto chiuso fanno impaurire. Greg allora prepara del caffè per rimanere sveglio, mette Sandy a letto cercando di tranquillizzarla e si sistema nel salotto vicino. Lei poco dopo sente nuovi inquietanti rumori e chiede a Greg se va tutto bene: non sentendo risposta, si avvicina alla sedia dove Greg è seduto, la gira e scopre che uno di quegli strani alieni lo ha colpito alla testa. Presa da un Raptus di terrore, sbatte la testa contro il lampadario mostrando l'alieno che tenta di afferrarla e scappa in cantina e vi si chiude dentro. L'alieno tenta di entrare spaccando la porta di legno, ma interviene Joe che la salva e spara all'alieno con una Doppietta, ma invano.
Joe le spiega che Greg è morto e col suo furgoncino torna insieme a lei alla baracca del deposito di acqua, le mostra come ha piazzato la dinamite e preme lo stantuffo per provocare l'esplosione, ma non prima che l'alieno vi sia avvicinato abbastanza per distruggerlo. All'improvviso appare Fred, che insiste sul fatto che Joe li sta aiutando con l'invasione aliena e punta verso loro una pistola: inizia così una colluttazione tra loro due, mentre Sandy cerca un bastone per fermare Fred; quando Sandy è ormai prossima a riuscire a colpirlo vede l'alieno presso la baracca, Fred rimane colpito dalla vista del vero alieno e gli va incontro, capendo di avere ragione sulla sua esistenza e di non essere pazzo. Sandy e Joe ne approfittano e tornano allo stantuffo, sperando che Fred faccia avvicinare l'alieno alla baracca, ma quest'ultimo rimane immobile finché poi gli lancia due alieni al petto che lo uccidono e  Joe tenta di sparare all'alieno, ma questo sembra immune alle pallottole, finché d'un tratto un colpo fa uscire acqua dall'alieno. L'alieno colpisce Joe con un alieno, ma Joe si libera grazie al suo coltello, poi tenta di riprendere il fucile girandosi di spalle e qui viene colpito di nuovo alla spalla con un altro alieno, del quale non riesce però a liberarsi.
Sandy cerca di aiutarlo, ma Joe le dice di prepararsi a innestare lo stantuffo e lui corre verso l'alieno, cercando di far avvicinare il più possibile l'alieno alla baracca. Finalmente Joe, avvicinatosi all'ingresso della baracca, riesce ad attirare l'alieno verso di lui e grida a Sandy di premere lo stantuffo: qualcosa però va storto e scopre che Joe si era dimenticato di avvolgere i fili azionatori dell'esplosione, Sandy prova ad aggiustare i fili, riesce nell'impresa e riesce ad azionare correttamente lo stantuffo che provoca l'esplosione della baracca, insieme all'alieno e Joe.

## Produzione
Il film, diretto da Greydon Clark su una sceneggiatura di Lyn Freeman, Daniel Grodnik, Ben Nett e Steve Mathis, fu prodotto dallo stesso Clark per la Heritage Enterprises e la World Amusement Partnership#106.

## Distribuzione
Il film fu distribuito con il titolo Without Warning negli Stati Uniti nel 1980 al cinema dalla Filmways Pictures.
Altre distribuzioni:
- negli Stati Uniti il 26 settembre 1980 (New York)
- in Francia il 26 novembre 1980 (Terreur extraterrestre)
- in Australia il 26 dicembre 1980
- in Finlandia il 17 settembre 1982 (Ilman varoitusta) (Utan varning) (Varoitus)
- in Svezia il 1º novembre 1982
- in Germania il 6 settembre 2003 (in DVD) (Alien Shock) (Das Geheimnis der fliegenden Teufel)
- in Spagna (Llegan sin avisar)
- nel Regno Unito (The Warning)
- in Grecia (Planitis Gi: Paignidi gia exogiinous)
- in Ungheria (Fenyegetés)
- in Italia (Horror - Caccia ai terrestri)
- in Polonia (Ostrzezenie)

## Critica
Secondo il Morandini è un "film Horror sotto zero come quoziente d'intelligenza" che alterna l'orrore con l'umorismo.
Secondo Fantafilm è un "fanta-horror senza pretese il cui produttore e regista G.Clark fa leva come d'abitudine [...] su un notevole cast. Il soggetto può tuttavia vantare il merito di aver preceduto (e certo in qualche modo ispirato) il ben più noto Predator del 1987" (nel quale il ruolo del cacciatore alieno è affidato allo stesso attore, Kevin Peter Hall).

## Promozione
Le tagline sono:
- The Alien Terror Is Here On Earth.
- It Preys On Human Fear. It Feeds On Human Flesh.
- Earth Is The Hunting Ground. Man Is The Endangered Species.